# Tragwein
Tragwein – gmina targowa w Austrii, w kraju związkowym Górna Austria, w powiecie Freistadt. Liczy 3 049 mieszkańców.

## Współpraca
Miejscowości partnerskie:
- Amöneburg, Niemcy
- Château-Garnier, Francja
- Tuoro sul Trasimeno, Włochy